# Folsom Prison Blues
Folsom Prison Blues ist ein Country-Song von Johnny Cash, den er am 30. Juli 1955 mit den Tennessee Two aufgenommen und mit der B-Seite So Doggone Lonesome am 15. Dezember desselben Jahres unter der Produktion von Sam Phillips bei Sun Records veröffentlicht hat. Der Song erreichte den vierten Platz der Country-Charts. Die Liveaufnahme von 1968 aus dem  Folsom State Prison erreichte Platz eins der Country-Charts und wurde 1969 mit einem Grammy ausgezeichnet. 

## Geschichte
Cash schrieb den Song während seiner Zeit bei der US Air Force in Landsberg am Lech, nachdem er am 13. Oktober 1951 im „Amerikino“ in der Kaserne den Film Inside the Walls of Folsom Prison (deutscher Filmtitel: Meuterei im Morgengrauen) gesehen hatte. Den Großteil des Textes entnahm Cash wörtlich dem Torch Song Crescent City Blues von Gordon Jenkins aus dem Jahr 1953. Nachdem er den Song 1968 für sein Live-Album At Folsom Prison erneut aufgenommen hatte, wurde er deshalb Anfang der 1970er Jahre wegen Plagiats verklagt, und leistete eine Ausgleichszahlung von 75.000 US-Dollar an Jenkins.
Cashs neue Darbietung im Folsom State Prison erreichte Platz eins der Country-Charts, und 1969 erhielt er für den Song den Grammy Award in der Kategorie Beste männliche Gesangsdarbietung – Country.

## Text
Der Song vereint zwei bekannte Motive der klassischen Folk bzw. Country-Musik, nämlich Züge und Sträflinge. Der Protagonist erzählt, dass er lebenslang im Folsom State Prison in Kalifornien einsitzt, weil er einen Mann in Reno ermordet hat, nur um ihn sterben zu sehen, obwohl seine Mutter ihm immer gesagt hat, dass er immer ein braver Junge sein und niemals mit Waffen spielen solle.
Er stellt sich vor, wie es wäre, mit dem Zug, den er aus der Ferne hört, in die Freiheit zu fahren. Er sagt auch, dass es ihn geistig foltert, wenn er darüber nachdenkt, dass die reichen Leute Kaffee trinkend und Zigarren rauchend im Erste-Klasse-Abteil säßen. Der Ich-Erzähler hasst es, im Gefängnis zu sitzen, doch er weiß genau, dass er dort hingehört.

## Aufnahmen und beteiligte Musiker
Die Originalversion, die Cash 1955 zu Sun-Zeiten aufgenommen hat, war mit Luther Perkins an der Leadgitarre, Marshall Grant am Bass und ihm selbst an der Rhythmusgitarre besetzt. Diese Version wurde auch 1957 auf dem Album Johnny Cash with His Hot and Blue Guitar! veröffentlicht. 
Die zweite Aufnahme für sein Live-Album At Folsom Prison aus dem Jahr 1968 war genauso besetzt, doch nun war auch W. S. Holland als Schlagzeuger sowie Carl Perkins als zweiter Gitarrist dabei.
Bei der dritten Aufnahme 1969 für das Album At San Quentin wurde der inzwischen verstorbene Luther Perkins durch Bob Wootton ersetzt.

## Kommerzieller Erfolg

### Chartplatzierungen
| ChartsChartplatzierungen       | Höchstplatzierung | Wochen |
| ------------------------------ | ----------------- | ------ |
| Vereinigte Staaten (Billboard) | 32 (12 Wo.)       | 12     |

### Auszeichnungen für Musikverkäufe
| Land/Region                  | Auszeichnungen für Musikverkäufe (Land/Region, Auszeichnung, Verkäufe) | Verkäufe |
| ---------------------------- | ---------------------------------------------------------------------- | -------- |
| Neuseeland (RMNZ)            | Platin                                                                 | 30.000   |
| Vereinigtes Königreich (BPI) | Gold                                                                   | 400.000  |
| Insgesamt                    | 1× Gold · 1× Platin ·                                                  | 430.000  |

Hauptartikel: Johnny Cash/Auszeichnungen für Musikverkäufe

## Der FilmWalk the Line
Für den biografischen Film Walk the Line nahm der Cash-Darsteller Joaquín Phoenix den Song auf. Auf dem gleichnamigen Soundtrack ist jedoch eine andere Version als die im Film verwendete zu hören.